# 고은희
고은희(1964년 5월 6일 ~ )는 대한민국의 가수이다. 홍익대학교 창작곡 연주 동아리 뚜라미를 대표하여 1984년 이정란과 함께 《MBC 대학가요제》에 나가 '그대와의 노래'로 동상을 수상하며, 데뷔했다. 이후 1985년 이정란과 함께 듀엣앨범을 발표, 《사랑해요》를 포함한 다양한 수록곡들로 큰 주목과 사랑을 받았다. 이후 이문세와 함께 《이별이야기》를 듀엣으로 불러 큰 화제와 이슈가 되었는데 당초 박미경이 이문세와 듀엣으로 부를 예정이었지만  기교 때문에 불발됐다. 그러나 돌연 미국으로 건너가 평범하게 은행원일을 하고 있다가, 최근 MBC의 오디션 프로그램인 《스타 오디션 위대한 탄생》에서 데이비드 오가 출연하여 주목받으며 그녀의 아들이란 사실이 밝혀져 세간의 화제가 되고있다.

## 학력
- 홍익대학교

## 앨범 및 활동
- 1집 《고은희/이정란 (대학가의 노래 시리즈 1)》 85년 9월 고은희와 이정란이 발표한 음반이다. 특히 《사랑해요》, 《그대와의노래》, 《사랑》등은 당시 라디오나 대학가를 포함, 넓게 사랑받으며 크게 유행했던 노래로 명성을 떨쳤다. 활동한 시기는 길지 않았지만 환상의 화음과 목소리로 청소년부터 성인까지 대중들의 폭넓은 사랑을 받았다. 고은희는 이문세와 함께 한국가요사의 대표적인 혼성 명곡이라 할 수 있는 "이별이야기"를 불러 크게 사랑받기도 하였다.

## 참여 앨범
- 이문세 4집 《이별 이야기》 듀엣

1. ↑  이언혁 (2009년 8월 11일). “이문세 "'이별이야기' 원래 박미경과 듀엣곡..기교 때문에 교체"”. 뉴스엔. 2025년 7월 12일에 확인함.